# Animals (singel Nickelback)
Animals – drugi singel kanadyjskiej grupy rockowej Nickelback, pochodzący i promujący piątą studyjną płytę "All the Right Reasons", wydaną w roku 2005. Singel został wydany jedynie w formie singla promocyjnego, w listopadzie 2005 roku. Ukazał się on nakładem wytwórni muzycznej Roadrunner Records. Utwór został zamieszczony na czwartej pozycji na krążku, trwa 3 minuty i 6 sekund i jest drugim utworem co do najkrótszych na płycie. Krótszym utworem jest tylko "Side of a Bullet" (2:58). Koncertowa wersja utworu "Animals" została wykorzystana na stronie B singla "Savin' Me".

## Znaczenie tekstu
Piosenka opowiada o chłopaku (prawdopodobnie nastolatku), który przyjeżdża po swoją dziewczynę. Następnie uprawiają oni seks w samochodzie z dzikością tytułowych "zwierząt", akcja kończy się kiedy ojciec dziewczyny przyłapuje parę na gorącym uczynku. Pod względem znaczenia singel można porównać do wcześniejszego utworu grupy, "Figured You Out", (z albumu "The Long Road"), który również zawiera seksualne podteksty i metafory. Utwór utrzymany jest w mocnym hardrockowym brzmieniu, a partie wokalne utrzymane są w szybkim tempie, zwłaszcza w zwrotkach.

## Wydanie singla
Piosenka emitowana była jedynie w amerykańskich i kanadyjskich rozgłośniach radiowych, nie powstał do niej jednak teledysk. Utwór odniósł zaskakująco duży sukces jak na singel radiowy, zdobył pierwsze miejsce na liście Mainstream Rock Tracks, zajmował je przez 6 tygodni, zajął także 16. miejsce na Modern Rock Tracks, a w notowaniu Hot 100 zajął miejsce 97. W Australii singel dotarł do miejsca 27. Okładka singla "Animals" jest bardzo często porównywana do epki Faith No More, "Songs to Make Love To".

## Utwór na koncertach
Utwór od 2005 roku regularnie grany jest na koncertach. Podczas trasy "All the Right Reasons Tour", utwór otwierał koncerty zespołu. Towarzyszyły mu przy tym efektowne efekty pirotechniczne. W 2006 roku utwór został wykonany podczas Super Bowl. W roku 2008 trafił na koncertowe DVD "Live from Sturgis 2006".

## Lista utworów na singlu
| Nr. |  | Tytuł     | Tekst        | Muzyka     | Długość |
| --- |  | --------- | ------------ | ---------- | ------- |
| 1.  |  | "Animals" | Chad Kroeger | Nickelback | 3:06    |
|     |  |           |              |            |         |

## Twórcy
Nickelback
- Chad Kroeger – śpiew, gitara rytmiczna, produkcja
- Ryan Peake – gitara prowadząca, wokal wspierający
- Mike Kroeger – gitara basowa
- Daniel Adair – perkusja

Produkcja
- Nagrywany: Luty - Wrzesień 2005 roku w studiu "Mountain View Studios"  w Abbotsford, (Kolumbia Brytyjska)
- Producent muzyczny: Chad Kroeger, Joe Moi
- Realizator nagrań: Chad Kroeger, Joe Moi
- Mastering: Ted Jensen w "Sterling Sound"
- Miks: Mike Shipley w "Shabby Road Studio City"
- Asystent inżyniera dźwięku: Brian Wohlgemuth
- Obróbka cyfrowa: Joe Moi, Ryan Andersen
- Koordynator prac albumu: Kevin Zaruk

Pozostali
- Manager: Bryan Coleman
- Aranżacja: Chad Kroeger, Ryan Peake, Mike Kroeger, Daniel Adair
- Tekst piosenki: Chad Kroeger
- Zdjęcia: Richard Beland
- Zdjęcia w studio: Kevin Estrada
- Wytwórnia: Roadrunner Records
- Pomysł okładki: Nickelback

## Notowania
| Lista                                 | Najwyższa pozycja |
| ------------------------------------- | ----------------- |
| U.S. Billboard Hot 100                | 97                |
| U.S. Billboard Mainstream Rock Tracks | 1                 |
| U.S. Billboard Modern Rock Tracks     | 16                |
| Australian ARIA Singles Chart         | 27                |